# Carlos Alberto Pires Tiny
Carlos Alberto Pires Tiny (* 15. August 1950; † 8. April 2022) war ein Politiker aus São Tomé und Príncipe.

## Leben
Tiny ist Mitglied der Movimento de Libertação – Partido Social Democrata (MLSTP-PSD). Für diese kandidierte er am 29. Juli 2001 bei den Präsidentschaftswahlen, landete jedoch hinter dem Sieger und jetzigen Präsidenten Fradique de Menezes (56,31 Prozent der Stimmen) und dem früheren ersten Präsidenten nach der Unabhängigkeit, Manuel Pinto da Costa, der 38,73 Prozent der Stimmen erhielt, mit 3,26 Prozent der Wählerstimmen abgeschlagen auf dem dritten Platz.
Er wurde als Kandidat der MLSTP-PSD 2006 zum Abgeordneten der Nationalversammlung (Assembléia Nacional) gewählt, in der er den Wahlkreis Água Grande vertritt.
Am 22. Juni 2008 wurde er von Premierminister Joaquim Rafael Branco zum Minister für Auswärtige Angelegenheiten und Kooperation in dessen Kabinett ernannt. Er blieb bis 2010 im Amt. Sein Nachfolger wurde Manuel Salvador dos Ramos.